# Subaru Poland Rally 2006
2. Subaru Poland Rally – 2. edycja Subaru Poland Rally. Był to rajd samochodowy rozgrywany od 29 czerwca do 14 lipca 2006 roku. Była to czwarta runda Rajdowych Samochodowych Mistrzostw Polski w roku 2006. Bazą rajdu było miasto Kraków. Rajd składał się z dwunastu odcinków specjalnych.

## Wyniki końcowe rajdu[1]
| Miejsce | Kierowca             | Pilot                   | Samochód                 | Czas      | Strata  | Grupa Klasa |
| ------- | -------------------- | ----------------------- | ------------------------ | --------- | ------- | ----------- |
| 1       | Leszek Kuzaj         | Maciej Szczepaniak      | Subaru Impreza STi N12   | 2:10:18.0 | -       | S2000       |
| 2       | Michał Bębenek       | Grzegorz Bębenek        | Mitsubishi Lancer Evo IX | 2:12:23.7 | +2:05.7 | N4          |
| 3       | Michał Sołowow       | Maciej Baran            | Mitsubishi Lancer Evo IX | 2:12:49.3 | +2:31.3 | N4          |
| 4       | Michał Kościuszko    | Jarosław Baran          | Suzuki Swift S1600       | 2:13:43.4 | +3:25.4 | A6/S        |
| 5       | Maciej Lubiak        | Maciej Wisławski        | Mitsubishi Lancer Evo IX | 2:14:35.4 | +4:17.4 | N4          |
| 6       | Kajetan Kajetanowicz | Aleksandra Kajetanowicz | Subaru Impreza STi N11   | 2:15:00.0 | +4:42.0 | N4          |
| 7       | Piotr Adamus         | Magdalena Zacharko      | Peugeot 206 S1600        | 2:15:01.9 | +4:43.9 | A6          |
| 8       | Tomasz Kuchar        | Jakub Gerber            | Subaru Impreza STi N12   | 2:15:09.8 | +4:51.8 | N4          |
| 9       | Dariusz Poloński     | Grzegorz Dobosz         | Peugeot 206 S1600        | 2:16:55.2 | +6:37.2 | A6          |
| 10      | Stefan Karnabal      | Rafał Ćwięczek          | Mitsubishi Lancer Evo IX | 2:17:06.7 | +6:48.7 | N4          |